# مير همايون
مير همايون هي قرية في مقاطعة أصفهان، إيران. عدد سكان هذه القرية هو 6 في سنة 2006.